# Markiwci (obwód czernihowski)
Markiwci (ukr. Марківці) – wieś na Ukrainie, w obwodzie czernihowskim, w rejonie niżyńskim, w hromadzie Bobrowycia. W 2024 liczyła 1052 mieszkańców, spośród których 1052 wskazało jako ojczysty język ukraiński.

## Urodzeni
- Smaragda (Onyszczenko)